# Fustiaria steineri
Fustiaria steineri is een Scaphopodasoort uit de familie van de Fustiariidae. De wetenschappelijke naam van de soort is voor het eerst geldig gepubliceerd in 2008 door V. Scarabino.